# Београдски центар за људска права
Београдски центар за људска права је нестраначко, неполитичко и непрофитно удружење грађана заинтересованих за унапређење теорије и праксе људских права. За Београдски центар везани су људи различитих професија и профила - правници и адвокати, социолози, економисти, писци, професори, студенати и пословни људи .
Београдски Центар је основан 1995. године и од тада је израстао у једну од најзначајнијих невладиних организација у Србији .
Након десет година постојања, Београдски центар је постао образовни центар за људска права. Центар посебну пажњу поклања својој издавачкој делатности .
Главне области активности Центра су :
- образовање
- истраживање
- прикупљање научне и стручне литературе
- објављивање

За допринос у области људских права у 2000-тој центру је додељена награда Бруно Крајски. Центар је због научног капацитета који поседује и едукативне активности примљен у Удружење института за људска права.